# Federico Adolfo de Lippe-Detmold
Federico Adolfo de Lippe-Detmold (en alemán: Friedrich Adolf zur Lippe-Detmold; Detmold, 2 de septiembre de 1667-Detmold, 18 de julio de 1718) fue un noble alemán, conde de Lippe-Detmold desde 1697 hasta 1718.

## Biografía
Nacido en el Palacio de Detmold, Federico Adolfo era el mayor de los dieciséis hijos del conde Simón Enrique de Lippe-Detmold y la baronesa Amalia de Dohna-Vianen, burgravina de Utrecht y heredera de Vianen y Ameide.
Rompió con la tradición de sus predecesores, quienes habían pagado un subsidio al Sacro Imperio Romano Germánico en lugar de cumplir con sus obligaciones militares, creando su propia compañía de tropas de Lippe. Esto fue incrementado hasta alcanzar la fuerza de un batallón como requería el Imperio. No obstante, durante su gobierno las tropas no vieron ningún servicio operacional. Federico Adolfo aparentemente recompensó a sus seguidores con generosas donaciones; por ejemplo, el 16 de junio de 1699 concedió a Frantz Dietrich Bohsen el feudo de la villa de Ilendorf entre Pömbsen y Nieheim, con la corte de Döringsfelde, y los diezmos de Wintrup y Großen Heisten. En 1712, concedió a los hijos del teniente Johann Adolf von Schledorn los feudos de la ciudad de Anröchte.
En octubre de 1698, Federico Adolfo tomó al artista barroco de Hamburgo, Hans Hinrich Rundt, bajo sus servicios. Rundt pintó una serie de retratos de la familia del conde y también decoró la lujosa renovación del palacio comital, con pinturas en paredes y techos.
Era un típico gobernante barroco. Su obra constructora sobrecargó las finanzas del territorio. En 1716, el zar ruso Pedro el Grande comentó en ocasión de una visita de caza en Bad Pyrmont: "Su Alteza es demasiado grande para este país". Su proyecto más famoso, el Friedrichstal Canal (en alemán: Friedrichstaler Kanal) todavía es visible en la actualidad en Detmold y es un popular lugar de paseo dominical para la población local. El especialista en ingeniería hidráulica holandés Hendrick Kock fue el responsable de su construcción. Su "Palacio Favorito" (en alemán: Schloss Favorite) estaba localizado a un lado de dicho canal y, desde 1954, forma parte de la Universidad de Música de Detmold (Hochschule für Musik Detmold). Los subsiguientes parques ajardinados de estilo inglés en torno al palacio (en alemán: Palaisgarten) solo fueron abiertos al público a partir de 1919. No obstante, de este parque solo se conserva el Mausoleo de Büchenberg, el Neuer Krug y la Krummes Haus en el lugar de lo que hoy es el Museo al aire libre de Detmold. Con el propósito de enmarcar adecuadamente este proyecto, el conde ordenó la construcción en las cercanías de la puerta sur de una casa de huéspedes ("casa de caballeros"), ahora el Hotel Lippischer Hof y un grupo de nuevas casas, que formaron la actual vecindad de Neustadt.
Federico Adolfo recibió en 1712 la Orden del Águila Negra prusiana.

## Matrimonio e hijos
En Schaumburg el 16 de junio de 1692, Federico Adolfo contrajo matrimonio en primeras nupcias con la condesa Juana Isabel de Nassau-Dillenburg (Schaumburg a.d.Lahn, 5 de septiembre de 1663-Detmold, 9 de febrero de 1700). Tuvieron seis hijos:
1. Simón Enrique Adolfo (Detmold, 25 de enero de 1694-ib., 12 de octubre de 1734), conde y, desde el 27 de octubre de 1720, príncipe de Lippe-Detmold.
2. Carlos Federico (Detmold, 1 de enero de 1695-ib., 28 de mayo de 1725).
3. Amalia (Detmold, 11 de noviembre de 1695-ib., 22 de diciembre de 1696).
4. Carlota Amalia (Detmold, 7 de septiembre de 1697-ib., 14 de junio de 1699).
5. Leopoldo Hermann (Detmold, 8 de agosto de 1698-ib., 31 de agosto de 1701).
6. Federico Augusto (Detmold, 5 de noviembre de 1699-ib., 11 de diciembre de 1724).

El 16 de junio de 1700, Federico Adolfo contrajo matrimonio en segundas nupcias con la condesa Amalia de Solms-Hohensolms (13 de octubre de 1678-Detmold, 14 de febrero de 1746). Tuvieron siete hijos 
1. Amalia Luisa (Detmold, 5 de agosto de 1701-Cappel, 19 de abril de 1751).
2. Isabel Carlota (Detmold, 12 de julio de 1702-27 de marzo de 1754), abadesa de Santa María de Lemgo (1713-1751).
3. Carlos Simón Luis (Detmold, 1 de octubre de 1703-Viena, 28 de marzo de 1723).
4. Francisca Carlota (Detmold, 11 de noviembre de 1704-Burgsteinfurt, 12 de junio de 1738), desposó en 1724 al conde Federico Carlos de Bentheim-Steinfurt.
5. Maximiliano Enrique (Runkel, 12 de junio de 1706-ib., 17 de junio de 1706).
6. Carlos José (Detmold, 25 de agosto de 1709-Halle, 27 de marzo de 1726).
7. Federica Adolfina (Detmold, 24 de octubre de 1711-ib., 10 de mayo de 1766), desposó en 1736 a su primo hermano, el conde Federico Alejandro de Lippe-Detmold, señor de Samrodt.